# Oracle d'Hermes
L'oracle d'Hermes a Fares (Acaia) era un oracle d'Hermes situat al mig de la plaça del mercat de la ciutat on s'oferia encens i llum d'oli. Pausànias explica que la ciutat tenia una àgora molt gran on hi havia una petita estàtua de pedra d'Hermes anomenat Agoreu amb un altar on es consultava l'oracle. Hi havia una copa damunt de l'altar i la consulta es feia directament a l'orella del sacerdot i després s'abandonava el lloc, i la primera cosa que s'escoltava després de sortir de la plaça del mercat, era la resposta d'Hermes.També hi havia una font, la "Font d'Hermes", amb peixos, que no es podien pescar perquè es considerava que estaven dedicats al déu. Vora la imatge d'Hermes hi havia trenta pedres quadrangulars que tenien els noms dels déus i les deesses, i eren adorades. A quinze estadis de la ciutat hi havia un bosc sagrat dedicat als Diòscurs.